# Ojo de Pez (personaje de Sailor Moon)
Ojo de pez (Del japonés: フィッシュ・アイ Fish Eye) es un personaje ficticio del manga y anime Sailor Moon. El junto a Ojo de Tigre y Ojo de Águila son integrantes del trío de amazonas grupo perteneciente al Dead Moon Circus.

## Apariencia
Ojo de pez se presenta como una hermosa mujer aunque en realidad se trate de un hombre andrógino.
Tiene los ojos azules y el pelo largo y ondulado. Su cabello está confeccionado en una cola de caballo suelta con una corbata de pelo rojo. La mitad inferior de su cabello azul se vuelve turquesa. Una larga pieza de cabello se arquea sobre su rostro y llega hasta su clavícula.
Al igual que los otros miembros del Amazon Trío, tiene una piedra incrustada en la frente, orejas de duende y dos marcas de colores en la mejilla izquierda. Las marcas en su mejilla son dos rayas; uno es morado y el otro es índigo.
Lleva un simple par de aretes colgantes. Los pendientes son una bola naranja de tamaño mediano con borlas verdes.
Ojo de pez viste un mono azul claro e hinchado, con un corte en V profundo que pasa por su pecho. En el traje lleva un esqueleto de pez rosado que está impreso justo debajo del corte en v. También usa botas de tacón azul claro. Las botas tienen rosa neón en los dedos y el talón.
Sus manos se muestran palmeadas y escamosas, además de tener largas uñas pintadas de rosa.

## En el manga
En esta versión adquiere la forma de un muy afeminado hombre que sigue las órdenes del Cuarteto Amazonas, siendo el primero del Trío en atacar, escogiendo como víctima a Ami Mizuno (Sailor Mercury). Para Para se disfraza de la dueña de una tienda de animales y le vende un pez como mascota a Ami en el Acto 35 (volumen 12). Esa misma noche el pez, que es realmente Ojo de Pez, vuelve a adquirir apariencia humana para hechizar a Ami y a su madre y provocarles alucinaciones falsas sobre el Señor Mizuno. Pero Ami obtiene ayuda de la Guardiana de su poder Sailor, quien le entrega su Cristal Sailor, llamado "Cristal de Mercurio" y con el cual Ami se transforma en una Sailor Mercury más poderosa, y destruye las alucinaciones con su nuevo poder "Rapsodia acuática de Mercurio". Sailor Moon y Chibi Moon acuden en ayuda de Ami y aniquilan a Ojo de Pez.

## En el anime
Ojo de Pez suele sentarse en un bar junto a Ojo de Águila y Ojo de Tigre mientras revisan fotografías de las posibles víctimas a quienes les será robado su espejo de los sueños. Su apariencia femenina hace que sus víctimas piensen que se trata de una hermosa mujer.
Ojo de Pez se enamora perdidamente de Darien y aunque él piensa que se trata de una chica, lo rechaza abiertamente.
Serena lo invita a su casa luego de encontrarlo abatido y triste sentado bajo la lluvia ya que Ojo de Pez acababa de descubrir que no es un ser humano. Poco antes Zirconia había confesado al trío de amazonas que ellos son solo animales que están bajo un hechizo y por ese motivo no tienen sueños, solo encontrando el cristal dorado pueden mantener su forma humana.
Serena entabla amistad con Ojo de Pez y mientras él recorre su casa escucha a Rini hablando con el Pegaso a través de su esfera de cristal, descubriendo así a la verdadera dueña del espejo dorado y logrando capturarla para poder utilizar su cristal dorado y lograr su sueño de convertirse en humano.
De regreso en el circo, Zirconia les informa que solo les queda una oportunidad de encontrar al Pegaso; Ojo de Pez se revela, a lo cual Zirconia responde que ya conoce al dueño del Pegaso y que es Serena. Ojo de Pez protesta diciendo que no es ella, pero Zirconia enfurecida envía a Ojo de Águila a buscar a Serena. Ojo de Pez va tras él, mientras tanto Zirconia decide deshacerse de ellos y ordena al cuarteto amazonas acabarlos, ellas mandan un payaso para destruirlos. Mientras tanto Ojo de Águila, quien poseía una burbuja de cristal que les concedería un deseo ataca a Serena para robar su espejo de los sueños.

### Muerte
La sombra en forma de Payaso rompe el espejo de Serena y luego ataca a Ojo de Pez con su poder, pero Ojo de Águila se interpone causándole una gran herida en el pecho. Ojo de Pez le confiesa a Ojo de Tigre que tiene al dueño del Pegaso en su poder y hace aparecer a Rini, ambos deciden entonces usar el deseo de la burbuja para salvar a Serena. Pero el payaso al ver que ayudan al enemigo los elimina.
Sailor Moon y Chibi Moon usan su poder para destruir a la maligna sombra.
Los cuerpos del Trío Amazonas yacen tendidos y Sailor Moon se da cuenta de que Ojo de Pez es esa chica triste a la que había invitado a su casa. Mientras las demás sailors los observan tristemente, estos se vuelven a su forma animal; en ese momento aparece Pegaso, quien decide transportar sus almas a Ilusión.

## En Bishoujo Senshi Sailor Moon Super S (El Musical)
Ojo de Pez es interpretado por la actriz japonesa Tae Kimura.

## En Sailor Moon Crystal
Ojo de Pez aún no aparece en Sailor Moon Crystal.

## Doblaje
En el doblaje original japonés Ojo de Pez es doblado por Akira Ishida. Sin embargo, para la adaptación al inglés, fue cambiado a un personaje femenino y doblado por Deborah Drakeford. Esta es la segunda vez que el doblaje estadounidense cambia el género de un personaje debido a su orientación sexual; la primera vez fue con Zoisite. En la versión para Latinoamérica también fue doblado por una mujer, Vicky Burgoa, aunque siempre se le refirió como hombre al personaje.